# Паго-Веяно
Паго-Веяно (итал. Pago Veiano) — коммуна в Италии, располагается в регионе Кампания, подчиняется административному центру Беневенто.
Население составляет 2651 человек, плотность населения составляет 115 чел./км². Занимает площадь 23 км². Почтовый индекс — 82020. Телефонный код — 0824.
Покровителем коммуны почитается святой Донат, празднование 7 августа.